# Prima Divisione Umbria 1940-1941
Fu il quarto livello della XXXVIII edizione del campionato italiano di calcio.

La Prima Divisione (ex Seconda Divisione) fu organizzata e gestita dai Direttori di Zona.

Le finali per la promozione in Serie C erano gestite dal Direttorio Divisioni Superiori (D.D.S.) che aveva sede a Roma.
Il Direttorio X Zona gestiva le squadre della regione Umbria.

## Girone unico

### Squadre partecipanti
| Squadra                                        | Città (provincia) | Stagione precedente          |
| ---------------------------------------------- | ----------------- | ---------------------------- |
| O.N.D. Bastia                                  | Bastia Umbra (PG) |                              |
| A.S. Foligno (B = riserve)                     | Foligno (PG)      | 5° in Prima Divisione Umbria |
| S.S. Grifo Cannara                             | Cannara (PG)      |                              |
| F.G.C. Gubbio                                  | Gubbio (PG)       | 10° in Serie C/F, retrocesso |
| Pol. "Mario Umberto Borzacchini" (B = riserve) | Terni             | 3° in Prima Divisione Umbria |
| S.S. Mevania                                   | Bevagna (PG)      |                              |
| A.S.Fascista Narni                             | Narni (TR)        | 1° in Prima Divisione Umbria |
| A.C. Perugia (B = riserve)                     | Perugia           |                              |
| Pol.F. Spoleto                                 | Spoleto (PG)      | 2° in Prima Divisione Umbria |

### Classifica finale
|  | Pos. | Squadra             | Pt       | G  | V | N | P | GF | GS | DR |
|  | ---- | ------------------- | -------- | -- | - | - | - | -- | -- | -- |
|  | 1.   | Spoleto             | 21       |    |   |   |   |    |    |    |
|  | 2.   | Borzacchini Terni B | 18       |    |   |   |   |    |    |    |
|  | 3.   | OND Bastia          | 17       |    |   |   |   |    |    |    |
|  | 4.   | Foligno B           | 17       |    |   |   |   |    |    |    |
|  | 5.   | Narni               | 13       | 14 | 4 | 5 | 5 | 17 | 21 | -4 |
|  | 6.   | Grifo Cannara       | 13       |    |   |   |   |    |    |    |
|  | 7.   | Perugia B (-2)      | 4        |    |   |   |   |    |    |    |
|  | ---  | Gubbio              | Ritirata |    |   |   |   |    |    |    |
|  | ---  | Mevania             | Ritirata |    |   |   |   |    |    |    |

Legenda:
      Campione Regionale Umbro 1940-41.
Regolamento:
Due punti a vittoria, uno a pareggio, zero a sconfitta.
Quoziente reti in caso di pari punti, per qualsiasi posizione di classifica.
Note:

Lo Spoleto è promosso in Serie C 1941-1942, ma non regolarizza la sua iscrizione.
Il Gubbio si è ritirato durante il campionato ed rimasto inattivo fino al 1945, quando è stato integrato nei quadri della Serie C 1945-1946.
Il Mevania si è ritirato a campionato in corso.
La Grifo Cannara ha rinunciato a fine stagione ed ha ripreso l'attività sportiva nel 1945.
Il Perugia B ha scontato 2 punti di penalizzazione in classifica per due rinunce.